# Veronika Remenárová
Veronika Remenárová (Ružomberok, 16 marzo 1997) è una cestista slovacca.

## Carriera
Con la Slovacchia ha disputato due edizioni dei Campionati europei (2017, 2021).